# Vendula Straková
Pour les articles homonymes, voir Straková.
Vendula Straková est une joueuse volley-ball tchèque, née le 19 septembre 1991. Elle mesure 1,83 m et joue au poste d'attaquante. Elle totalise 6 sélections en équipe de République tchèque.

## Clubs
| Club                        | De        | À         |
| --------------------------- | --------- | --------- |
| VK Královo Pole             | 2007-2008 | 2010-2011 |
| University of San Francisco | 2011-2012 | 2011-2012 |
| Hampton University          | 2012-2013 | 2014-2015 |

## Palmarès
- Championnat de République tchèque
  - Finaliste : 2010
- Coupe de République tchèque
  - Finaliste : 2010